# Steïr
Der Steïr ist ein Fluss in Frankreich, der im Département Finistère in der Region Bretagne verläuft. Er entspringt beim Weiler Trenscoat Bihan, im Gemeindegebiet von Cast, entwässert in zwei großen Bögen generell Richtung Süden und mündet nach rund 28 Kilometern im Stadtgebiet von Quimper als rechter Nebenfluss in den Odet.

## Orte am Fluss
(in Fließreihenfolge)
- Quéménéven
- Quimper